# Stenomeris
Stenomeris là một chi thực vật có hoa trong họ Dioscoreaceae. Nó có 2 loài đã biết, bản địa khu vực Đông Nam Á

## Các loài
1. Stenomeris borneensis Oliv. - Borneo, Malaysia, Sumatra, Mindanao
2. Stenomeris dioscoreifolia Planch. - Philippines